# 3-тя окрема гвардійська бригада спеціального призначення (СРСР)
3-тя окрема бригада спеціального призначення (3 гв. ОБрСпП, в/ч 83149; з 1991: 21208) — формування військ спеціального призначення Радянської армії, що існувало у 1966—1992 роках.
Після розпаду СРСР бригада увійшла до складу Збройних сил Російської Федерації.

## Історія

### Передісторія
Незважаючи на те, що безпосередньо бригада з'явилася в 1966 році, окремі частини, з яких вона формувалася, мають більш тривалу історію.
Традиційно відлік хронології в бригаді ведеться з 5-го окремого мотоциклетного полку. Полк був створений директивою Генерального штабу СРСР 26 березня 1944 року в Україні на території Харківського військового округу в місті Павлограді на базі 238-ї танкової бригади. З 14 липня 1944 року полк брав участь у бойових діях, воюючи у складі 2-ї танкової армії 1-го Білоруського фронту.
9 серпня 1944 року указом Президії Верховної Ради СРСР за зразкове виконання завдань командування та за оволодіння містами Люблін, Гарволін, Желухів полк був нагороджений орденом Червоного Прапора. 1 грудня того ж року полку було присвоєно почесне найменування «Гвардійський».
10 лютого 1945 року наказом Головнокомандувача за успішне виконання завдань командування по звільненню Варшави полку було присвоєно найменування «Варшавський».
26 квітня 1945 року указом Президії Верховної Ради СРСР за зразкове виконання бойових завдань командування та за оволодіння містами Вольденберг і Цеден полк був нагороджений орденом Суворова 3-го ступеня.
11 травня 1945 року наказом ВГК за участь у штурмі і взятті Берліна полку було присвоєно найменування «Берлінський».
З жовтня 1945 року 5-й окремий гвардійський Червонопрапорний ордена Суворова III ступеня Варшавсько-Берлінський мотоциклетний полк 2-ї танкової армії знаходився у військовому містечку Тіфенбрунн.
1 квітня 1947 року 5-й окремий гвардійський мотоциклетний полк був розформований, а на його базі було створено 48-й окремий гвардійський мотоциклетний батальйон. А відповідно до директиви Генерального штабу № Орг 267486 від 20 вересня 1954 року в цілях поліпшення організації розвідувальних частин 28 листопада 1954 48-й окремий гвардійський мотоциклетний батальйон був переформований у 48-й окремий гвардійський розвідувальний батальйон.
9 липня 1966 року директивою Генерального Штабу № Орг / 6/111560 48-й окремий гвардійський розвідувальний Варшавсько-Берлінський Червонопрапорний ордена Суворова III ступеня батальйон був розформований.

### Створення

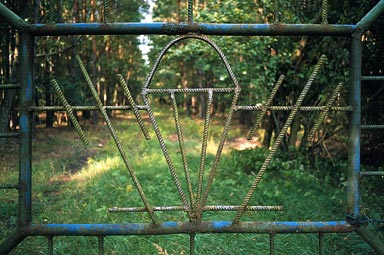
Ворота казарм частини в Нойтімені, Східна Німеччина.

Бригада була створена в 1966 році директивою головнокомандувача групою радянських військ у Німеччині (ГРВН) П. К. Кошового. Вона формувалася в гарнізоні Вердер (Гафель) на базі 26-го окремого батальйону спеціального призначення, а також 27-го окремого батальйону спецпризначення та 48-го окремого розвідувального батальйону і 166-го окремого розвідувального батальйону.
Бригада дислокувалася в місті Фюрстенберг. Частина підрозділів бригади до 1975 року дислокувалося у Нойштреліці, потім в місті Нойтімен.
Одним з основних завдань бригади в 1960-1980-х роках було виявлення і знищення мобільних ракетних комплексів потенційного супротивника — країн-членів НАТО.
З 1981 по 1985 рік бригада, як найкраща частина, нагороджувалася перехідним Червоним прапором Військової Ради ГРВН.
У 1990 році бригада зайняла перше місце на щорічному огляді спортивно-масової роботи в Сухопутних військах.
З січня 1991 року по червень 1992 року 330-й ооСпН дислокувався в Ризі (Латвія).
У квітні 1991 року на підставі директиви Міністерства оборони СРСР № 314/1/01500 від 7 листопада 1990 року бригада була передислокована в селище Рощинське Самарської області і підпорядкована командувачу Приволзько-Уральського військового округу (ПУРВО).
Після розпаду СРСР 1992 року бригада увійшла до складу Збройних сил Російської Федерації.

## Командування
- Гвардії полковник Гришаков Олексій Миколайович (жовтень 1966 — вересень 1971);
- гвардії полковник Ятченко Микола Михайлович (вересень 1971 — листопад 1975);
- гвардії полковник Жаров Олег Михайлович (листопад 1975 — вересень 1978);
- гвардії полковник Большаков В'ячеслав Іванович (вересень 1978 — листопад 1983);
- гвардії полковник Старов Юрій Тимофійович (листопад 1983 — січень 1986);
- гвардії полковник Манченко Володимир Андрійович (січень 1986 — листопад 1988);
- гвардії полковник Ільїн Олександр Сергійович (листопад 1988 — січень 1992);

## Матеріали
- Michael Holm, 3rd independent Guards Varshavsko-Berlinskaya Red Banner order of Suvorov Special Forces Brigade GRU(англ.) // ww2.dk